# Roncus peissensis
Espèce
Roncus peissensis est une espèce de pseudoscorpions de la famille des Neobisiidae.

## Distribution
Cette espèce est endémique de Provence-Alpes-Côte d'Azur en France. Elle se rencontre vers Peille dans les Alpes-Maritimes.

## Description
Les mâles mesurent de 2,44 à 2,605 mm.

## Étymologie
Son nom d'espèce, composé de peiss[e] et du suffixe latin -ensis, « qui vit dans, qui habite », lui a été donné en référence au lieu de sa découverte, Peille.

## Publication originale
- Ćurčić, Lemaire, Ćurčić, Dimitrijević, Milinčić & Pecelj, 2010 : Two new epigean pseudoscorpions (Neobisiidae, Pseudoscorpiones) from the Maritime Alps, France. Archives of Biological Sciences, vol. 62, no 3, p. 829-834.